# Carmelo Scampa
Carmelo Scampa (Scandolara Ripa d'Oglio, 27 de janeiro de 1944) é bispo católico Italiano, bispo-emérito de São Luís de Montes Belos.

## Biografia
Nasceu em Scandolara Ripa d'Oglio, diocese e província de Cremona, Itália, em 27 de janeiro de 1944.
Carmelo Scampa foi ordenado sacerdote para a Diocese de Cremona em 27 de junho de 1971 pelo ordinário diocesano Dom Dario Bolognini. Depois de concluir os estudos teológicos no Seminário CEIAL de Verona, foi vigário cooperador por seis anos sucessivos em duas paróquias de Cremona.
Em 1977, partiu como missionário fidei donum para o Brasil, com destino à Diocese de Tocantinópolis, onde foi primeiro pároco da catedral, depois reitor do seminário menor, depois vigário geral. Com exceção de dois retornos à Itália, com duração de um ano cada, o primeiro como diretor do Centro Vocacional Diocesano e o segundo para o sínodo diocesano, permaneceu em Tocantinópolis até dezembro de 1997.
Retornou novamente para o Brasil em abril de 1998, chamado para exercer o cargo de secretário da Conferência Episcopal Regional Centro-Oeste do Brasil. Foi também colaborador do seminário e administrador a Paróquia Santa Maria em Goiânia até sua ordenação episcopal.
Em 30 de outubro de 2002, o Papa João Paulo II nomeou-o bispo de São Luís de Montes Belos. O arcebispo de Goiânia, Dom Washington Cruz, CP, concedeu a consagração episcopal em 5 de janeiro do ano seguinte; Os co-consagrantes foram Dom Aloísio Hilário de Pinho, FDP, bispo de Jataí, e Dom Dante Lafranconi, bispo de Cremona. Ele escolheu "Lumen semitis meis" como seu lema.
Em 22 de janeiro de 2020, o Papa Francisco aceitou a renúncia de Carmelo Scampa por motivos de idade.